# 轟一蝶・美代子
轟一蝶・美代子（とどろきいっちょう・みよこ）は、日本の男女漫才コンビ。夫婦ではない。

## 来歴
戦前から吉本の主要寄席、戦後は主に戎橋松竹で活躍した。
ミュージックソー（のこぎり芸）やバイオリン分解芸は、一蝶から横山東六、息子のアキラへと伝承され、横山ホットブラザーズを代表するネタになった。

## メンバー
- 轟一蝶（とどろき　いっちょう、1894年-1958年）

元浄瑠璃語り。大正の末から吉本の主要寄席で活躍。昭和一ケタ台は二見日出子と組む。吉本専属以前はカリフォルニア州のロサンゼルス、ポートランド、サクラメントなどを渡米し巡業している。
漫画トリオの初代横山フック（ボーイズ『田川元祥＆リズムワゴンボーイズ』のドラマー、轟盛次）は次男。
- 轟美代子（とどろき　みよこ、生没年不詳）

一蝶よりも大柄であった。

## 芸風
即席肩衣を付けた一蝶が浄瑠璃を語り、調子を外して「フェーッ！！」と叫ぶと、下座から安来節がかかり、それに合わせて踊り出したり、「金色夜叉」では大柄な美代子に引き摺られた一蝶が、「そんなあほな、あははハハーッ」で締めるギャグを用いた。また上手の袖から声が掛かり、はけるとすぐに衣装の早変わりをし下手から登場し驚かせる芝居ネタがあった。

## CD
「上方漫才傑作集」（一人漫才）

## 弟子
- 轟一声・勝世

## 轟一蝶を演じた俳優
- 中川剛（中川家）（2012年・舞台『吉本百年物語 キミとボクから始まった』）